# Moře (Debussy)

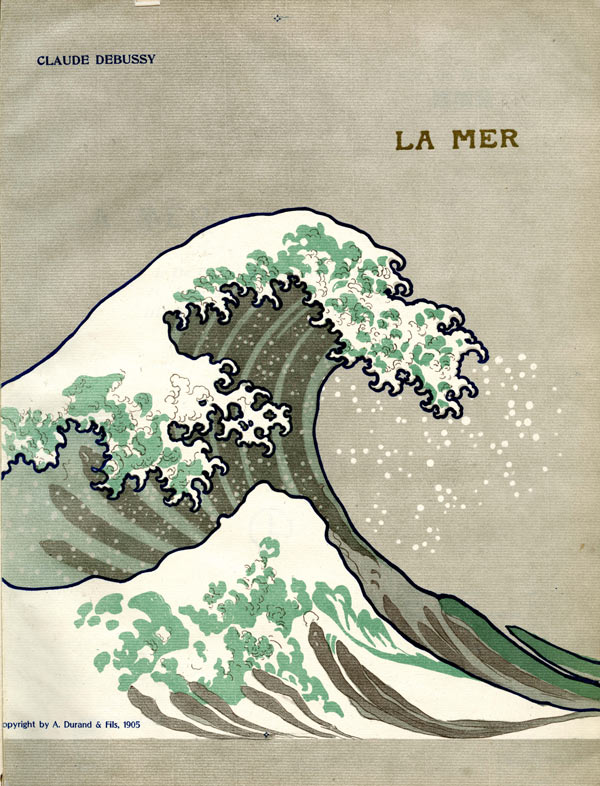
Obálka francouzského vydání partitury z roku 1905 s reprodukcí dřevořezu Velká vlna u pobřeží Kanagawy

Moře (La Mer), L. 109 je orchestrální skladba francouzského hudebního skladatele Clauda Debussyho.
Moře autora fascinovalo od dětství, což se projevilo i v jeho kompozicích, například v jeho Sirénách nebo částech opery Pelleas a Melisanda. Až v roce 1903 se ale rozhodl věnovat svému milovanému moři celou skladbu. Ta vznikala za velmi dramatických okolností Debussyho rozvodu. Dokončil ji až v roce 1905 v anglickém městě Eastbourne, ležícím na anglickém jižním pobřeží. V té době už byl podruhé šťastně ženatý. Premiéra díla se uskutečnila v roce 1905 v Paříži s Lamoroux Orchestra pod vedením Camilla Chevillarda. Ten si ale nedokázal poradit s náročnou partiturou a dílo bylo proto přijato s rozpaky. Později se Moře pokusil dirigovat sám Claude Debussy, ale ani on však nedostal z hráčů to, co potřeboval. Krásu skladby naplno odhalilo až dirigentské mistrovství Artura Toscaniniho.
Sám autor označil Moře jako "tři orchestrální skici". Právě v tomto díle se nejvíce přiblížil tvorbě klasické symfonie. V žádném případě jej však není možně za ni považovat, stejně ani za symfonickou báseň, jak je někdy Moře chybně označováno. Toto dílo totiž nezhudebňuje žádnou báseň, ani konkrétní obraz. Podobně jako u Faunova odpoledne jde jen o esenci určitého tématu. Autor v skladbě zachytil své dojmy, nálady a asociace související s mořem.

## Struktura skladby
U této orchestrální skladby je velmi těžké analyzovat její formální stránku i práci s tematickým materiálem. Tak jako u jiných svých děl se její autor nechal vést hlavně svojí intuicí, vkusem a dokonalým sluchem.

### Od rána do poledne na moři
První věta Od rána do poledne na moři začíná velmi diskrétně, podobně jako když se moře ráno probouzí. Zakrátko však přichází oživení. Hudba je psána v 6/8 taktu, metrické a rytmické schéma je však často narušováno, podobně jako se neustále mění šum moře. Mistrovsky zkomponovaný je závěr této části. Nástrojové skupiny se najednou jakoby probudí, vytváří to dojem jakoby v orchestru vznikla vzrušená vřava. Ta vyústí do mohutných nárazů žesťových nástrojů, které jsou vystupňovány do fortissima aby se vzápětí stáhly zpět do piana. Toto se opakuje několikrát, čímž je završena první část.

### Hra vln
Druhá věta Hra vln, tak jak napovídá název, je více hravá a živější. Často se zde vyskytují trylky. Důležitou úlohu má flétna a harfa, která se uplatní hlavně v závěru druhé části.

### Rozhovor větru s mořem
Třetí větu Rozhovor větru s mořem otvírají v pianissimu violoncella a kontrabasy, které se v této části skladby přihlásí ke slovu vícekrát po sobě. Skladatel zde uplatnil táhlou velkolepou melodii. Celá skladba je ukončena podobně jako první část, působivě ve fortissimu, s dominancí žesťových dechových nástrojů.

## Závěr
Debussyho skladba navzdory nevydařené premiéře vzbudila obrovský zájem. Inspirovala množství Debussyho současníků i skladatelů v pozdějším období. Jedná se o profilovou skladbu hudebního impresionismu, mistrovské dílo hudby 20. století a součást základního orchestrálního repertoáru.